# 下方村 (岡山県)
下方村（しもがたそん）は、岡山県真庭郡にあった村。現在の真庭市木山、下方、日野上に当たる。

## 歴史
- 1889年（明治22年）6月1日 - 町村制施行に伴い、真島郡木山村、下方村、日野上村が合併して下方村となった。大字下方に役場を置く。
- 1900年（明治33年）4月1日 - 真島郡が大庭郡と合併し、真庭郡となる。下方村は真庭郡の所属となる。
- 1901年（明治34年）4月1日 - 真庭郡鹿田村と合併して、木山村となる。同日下方村は廃止。

## 大字
現在は真庭市の大字として存続している。
- 木山（きやま） 〒719-3142
- 下方（しもがた） 〒719-3155
- 日野上（ひのうえ） 〒719-3146